# You Wanted the Best
«You Wanted the Best» es una canción de la banda estadounidense Kiss, del álbum Psycho Circus de 1998. Fue escrita por Gene Simmons y lanzada como cuarto sencillo del disco en noviembre de 1998. Es una de las tres canciones del álbum en las que Ace Frehley toca la guitarra líder, las otras siendo "Into the Void" y "In Your Face". La batería es tocada por Kevin Valentine, músico de sesión invitado.

## Personal
- Gene Simmons - bajo, voz
- Paul Stanley - guitarra, voz
- Ace Frehley - guitarra, voz
- Peter Criss - voz
- Kevin Valentine - batería